# Brachypelma albopilosum
Tliltocatl albopilosus (previamente Brachypelma albopilosum), é uma espécie de aranha pertencente à família Theraphosidae.